# 댄싱 레이디
댄싱 레이디(Dancing Lady)는 미국에서 제작된 로버트 Z. 레너드 감독의 1933년 뮤지컬, 코미디, 멜로/로맨스 영화이다. 조안 크로포드 등이 주연으로 출연하였다.

## 출연

### 주연
- 조안 크로포드
- 클라크 게이블

### 조연
- 프랑코트 톤
- 메이 롭슨
- 위니 라이트너
- 아릭 캐플런
- 로버트 벤츨리
- 테드 힐리
- 그랜트 미첼
- 넬슨 에디
- 메이나드 홈즈
- 스테링 할러웨이
- 모 하워드
- 래리 파인
- 이브 아덴
- 린 바리
- 잭 백슬리
- 스탠리 브리스톤
- 해리 C. 브래들리
- 에스더 브로델렛
- 빌 엘리어트
- 뮤리엘 에반스
- 페르디난드 고트샤크
- 프랭크 해그니
- 에디스 하스킨스
- 진 하워드
- 이자벨 키스
- 팻시 리
- 로버트 리스
- 미리암 마린
- 맷 맥휴
- 플로린 맥키니
- 루실 밀러
- 에드먼드 모티머
- C. 몬타규 쇼
- 존 쉬핸
- 팻 서머셋
- 래리 스티어스
- 찰스 설리반
- 이렌느 톰슨
- 아델 웅거
- 마리온 웰돈
- 찰스 윌리엄스
- 찰스 C. 윌슨

## 제작진
- 원작자: 제임스 워너 벨라
- 협력프로듀서: 존 W. 콘시딘 주니어
- : 로버트 벤츨리
- : 젤다 시어스
- 의상: 아드리안